# 小牧町
小牧町（こまきちょう）は、かつて愛知県東春日井郡にあった町である。現在の小牧市西部にあたる。
1906年（明治39年）7月16日に東春日井郡の旧・小牧町と4つの村（外山村、真々村、境村、和多里村）が合併し、誕生した。その後1955年（昭和30年）1月1日に同郡の篠岡村と味岡村と合併し、廃止された。

## 歴史
- 1889年（明治22年）10月1日 - 町村制施行。小牧村と小牧原新田村が合併し、小牧町が発足。
- 1906年（明治39年）7月16日 - 旧・小牧町と4つの村が合併して新・小牧町が発足。
- 1955年（昭和30年）1月1日 - 東春日井郡篠岡村・味岡村と合併して小牧市となる。

## 行政

### 歴代町長
- 塚原嘉一（1944年 - 1945年）
- 加藤諦進（1947年4月5日 - 1951年4月4日）
- 稲山国幸（1951年4月26日 - 1954年12月31日）

## 教育

### 高等学校
- 愛知県立小牧高等学校

### 中学校
- 小牧町立小牧中学校（現・小牧市立小牧中学校）

### 小学校
- 小牧町立小牧小学校（現・小牧市立小牧小学校）
- 小牧町立小牧南小学校（現・小牧市立小牧南小学校）
- 小牧町立村中小学校（現・小牧市立村中小学校）
- 小牧町立三ツ渕小学校（現・小牧市立三ツ渕小学校）

## 交通

### 空港
- 小牧飛行場（現・県営名古屋空港）

### 鉄道
名古屋鉄道
小牧線：小牧口駅 - 小牧駅 - 上新町駅 - 小牧原駅
岩倉支線：西小牧駅 - 小牧駅

### 道路
- 国道155号（現・国道41号）

## 名所・旧跡
- 間々観音
- 小牧山
- 小牧宿

## 出身著名人
- 津田応助 - 郷土史家
- 江崎浮山 - 新聞店経営者
- 塚原嘉一 - 実業家・小牧町長

## 関連書籍
- 「角川日本地名大辞典」編纂委員会 編『角川日本地名大辞典 23 愛知県』角川書店、1989年。
- 『東春日井郡小牧町全図』著者不明（出版者・出版年ともに不明）
- 『東春日井郡小牧町巾下耕地整理地区予定図』著者不明（出版者・出版年ともに不明）
- 『小牧町史』津田応助/著（小牧町史編纂会、1926年）
- 『愛知県東春日井郡小牧町勢一覧』小牧町/編（小牧町、1938年）
- 『小牧町史 復刻版』津田応助/著（小牧町史編纂会、1971年12月）
- 『小牧市史』小牧市史編集委員会/編（小牧市、1977年3月）